# シカゴ・ブラウンズ
シカゴ・ブラウンズ（Chicago Browns）は、1884年にイリノイ州シカゴを本拠地として、ユニオン・アソシエーションに加盟していたプロ野球チーム。シーズン中に本拠地をペンシルベニア州ピッツバーグに移し、"Pittsburgh Stogies"（ピッツバーグ・ストージース）となった。

## 球団史
1884年のユニオン・アソシエーション創設に合わせてシカゴで結成され、サウス・サイド・パークを本拠地として使っていた。当時シカゴはキャップ・アンソンが率いるホワイトストッキングの全盛期で、この年不調だった（リーグ4位）とはいえゆるぎない人気を誇っており、ブラウンズの観客動員はホワイトストッキングスの約3分の1にとどまっていた。チームは前年ナショナルリーグのクリーブランドから投手ヒュー・デイリーを雇い入れてリーグに臨み、デイリーは同年シカゴで27勝27敗の成績を残す。
チームの成績は5割そこそこだったが、セントルイス・マルーンズが独走してからは客も集まらなかったようで、8月22日を最後にチームはピッツバーグのレクリエーション・パークに本拠地を移してストージースを名乗った。しかしピッツバーグでは5試合を戦ったのみで、9月18日のゲームを最後にチームは解散、残り日程はマイナーリーグにいたセントポール・ホワイトキャップスが消化することになった。

## 戦績
※順位は勝率による。
| 年度   | リーグ | 試合 | 勝利 | 敗戦 | 勝率 | 順位 | 監督                                               | 本拠地                            |
| ------ | ------ | ---- | ---- | ---- | ---- | ---- | -------------------------------------------------- | --------------------------------- |
| 1884年 | UA     | 93   | 41   | 50   | .451 | 6位  | エド・ヘングル ジョー・バッティン ジョー・エリック | South Side Park I Recreation Park |

## 所属した主な選手
- ヒュー・デイリー：投手。1884年にリーグ最多の483奪三振を記録した。

## 主な球団記録
- 通算安打数：116（ジャンボ・ショーネック）
- 通算得点数：71（ジョー・エリック）
- 通算勝利数：27（ヒュー・デイリー）